# International Race of Champions 1996
International Race of Champions 1996 (IROC XX) kördes över fyra omgångar med Mark Martin som mästare.

## Delsegrare
| Datum       | Bana      | Vinnare        |
| ----------- | --------- | -------------- |
| 16 februari | Daytona   | Dale Earnhardt |
| 27 april    | Talladega | Al Unser Jr.   |
| 17 maj      | Charlotte | Mark Martin    |
| 17 augusti  | Michigan  | Mark Martin    |

## Slutställning
| Plats | Förare          | Poäng |
| ----- | --------------- | ----- |
| 1     | Mark Martin     | 61    |
| 2     | Robby Gordon    | 54    |
| 3     | Johnny Benson   | 50    |
| 4     | Terry Labonte   | 48    |
| 5     | Al Unser Jr.    | 48    |
| 6     | Sterling Marlin | 40    |
| 7     | Scott Pruett    | 40    |
| 8     | Dale Earnhardt  | 39    |
| 9     | Tommy Kendall   | 36    |
| 10    | Jeff Gordon     | 30    |
| 11    | Rusty Wallace   | 26    |
| 12    | Steve Kinser    | 25    |